# Apolipoprotein E
Apolipoprotein E (ApoE) je apolipoprotein kojeg nalazimo u različitim lipoproteinskim česticima. Nužan je za normalnu razgradnju triglicerida u lipoproteinima. 
ApoE se sastoji od 299 aminokiselina. Gen za ApoE nalazi se na 19. kromosomu. Najviše ga se sintetizira u jetri, a nalazimo i ga u mozgu, bubregu i slezeni. ApoE nalazimo kod osobe u jednoj od tri glavne izoforme, a izoforme se međusobno razlikuju u jednoj aminokiselini na pozicijama 112 i 158: 
- ApoE2 - je povezan s hiperlipoproteinemijom tip III (osobe koje su homozigoti razvijaju bolest samo u otprilike 2% slučajeva, dok oboljeli od hiperlipoproteinemije tip III imaju u 94,4% oba alela E2)
- ApoE3 - nalazimo u otprilike 64% populacije, te se smatra neutralnom izoformom
- ApoE4 - povezan je s aterosklerozom, Alzheimerovom bolešću, oštećenjem kognitivnih funkcija

Uz važnost u regulaciji metabolizma lipoproteina i kardiovaskularnim bolestima, istraživanja pokazuju i ulogu ApoE u različitim imunološkim procesima i Alzheimerovoj bolesti. 